# Provincia Akmola
Akmola este o provincie a Kazahstanului. Ea se întinde pe suprafața de 146.200 km², are o populație de 748.300 locuitori cu o densitate de 5,1 loc./km². Kazahii alcatuiesc 43% din populatie, iar rușii - 40%. Este o provincie bogată în cărbune și aur.
Provincia este situata in nordul Kazahstanului, ea se învecinează cu provinciile kazahe Kazahstan de Nord (nord), Kostanay (vest), Karagandy (sud) si Pavlodar (est).